# Campos (Canindé)
Campos é um distrito do município brasileiro de Canindé, no interior do estado do Ceará. Segundo o censo demográfico de 2022, realizado pelo Instituto Brasileiro de Geografia e Estatística (IBGE), sua população era de 1 824 habitantes e havia 640 domicílios particulares permanentes ocupados. Foi criado antes de 2010.
De acordo com o IBGE, em 2010 a população era de 2 082 habitantes e havia 644 domicílios particulares.